# Kathleen Kennedy
Kathleen Kennedy (Berkeley, Califórnia, 5 de Junho de 1953) é uma produtora de filmes estadunidense e presidente da Lucasfilm.

## Carreira
Em 1981, Steven Spielberg, Frank Marshall e Kathleen Kennedy fundaram a Amblin Entertainment.
Dez anos depois, em 1991, Marshall e Kennedy fundaram a The Kennedy/Marshall Company.
Em 2012, Kennedy tornou-se a presidente do estúdio Lucasfilm para substituir George Lucas e Marshall tornou-se o único presidente da Kennedy/Marshall.

## Vida Pessoal
Atualmente, é casada com o produtor de filmes Frank Marshall.

## Filmografia
- Raiders of the Lost Ark (1981)
- Poltergeist (1982)
- E.T. the Extra-Terrestrial (1982)
- Twilight Zone: The Movie (1983)
- Gremlins (1984)
- Indiana Jones and the Temple of Doom (1984)
- The Color Purple (1985)
- Young Sherlock Holmes (1985)
- Back to the Future (1985)
- The Goonies (1985)
- Fandango (1985)
- An American Tail (1986)
- The Money Pit (1986)
- Empire of the Sun (1987)
- Innerspace (1987)
- The Land Before Time (1988)
- Who Framed Roger Rabbit (1988)
- Always (1989)
- Back to the Future Part II (1989)
- Dad (1989)
- Indiana Jones and the Last Crusade (1989)
- Tummy Trouble (1989)
- Arachnophobia (1990)
- Gremlins 2: The New Batch (1990)
- Roller Coaster Rabbit (1990)
- Back to the Future Part III (1990)
- Joe Versus the Volcano (1990)
- Hook (1991)
- An American Tail: Fievel Goes West (1991)
- Cape Fear (1991)
- Noises Off (1992)
- Schindler's List (1993)
- We're Back! A Dinosaur's Story (1993)
- A Dangerous Woman (1993)
- Jurassic Park (1993)
- A Far Off Place (1993)
- Trail Mix-Up (1993)
- Alive (1993)
- Milk Money (1994)
- The Flintstones (1994)
- Balto (1995)
- The Indian in the Cupboard (1995)
- Congo (1995)
- The Bridges of Madison County (1995)
- Twister (1996)
- The Best of Roger Rabbit (1996)
- The Lost World: Jurassic Park (1997)
- A Map of the World (1999)
- Snow Falling on Cedars (1999)
- The Sixth Sense (1999)
- Olympic Glory (1999)
- Jurassic Park III (2001)
- A.I. Artificial Intelligence (2001)
- Signs (2002)
- The Young Black Stallion (2003)
- Seabiscuit (2003)
- Munich (2005)
- War of the Worlds (2005)
- Persepolis (2007)
- The Diving Bell and the Butterfly (2007)
- The Curious Case of Benjamin Button (2008)
- Indiana Jones and the Kingdom of the Crystal Skull (2008)
- Ponyo (2009)
- The Last Airbender (2010)
- Hereafter (2010)
- The Adventures of Tintin (2011)
- War Horse (2011)
- The Secret World of Arrietty (2012)
- Lincoln (2012)
- Star Wars: The Force Awakens (2015)
- The BFG (2016)
- Rogue One: A Star Wars Story (2016)
- Star Wars: The Last Jedi (2017)
- Solo: A Star Wars Story (2018)
- Star Wars: The Rise of Skywalker (2019)
- Indiana Jones 5 (2021)